# Нізар Зацирагич
Нізар Зацирагич (босн. Nizar Zaciragić, 19 червня 1968, Сараєво, СФРЮ) — боснійський бобслеїст. Брав участь у зимових Олімпійських іграх в 1994.